# Dorfkirche Nahwinden

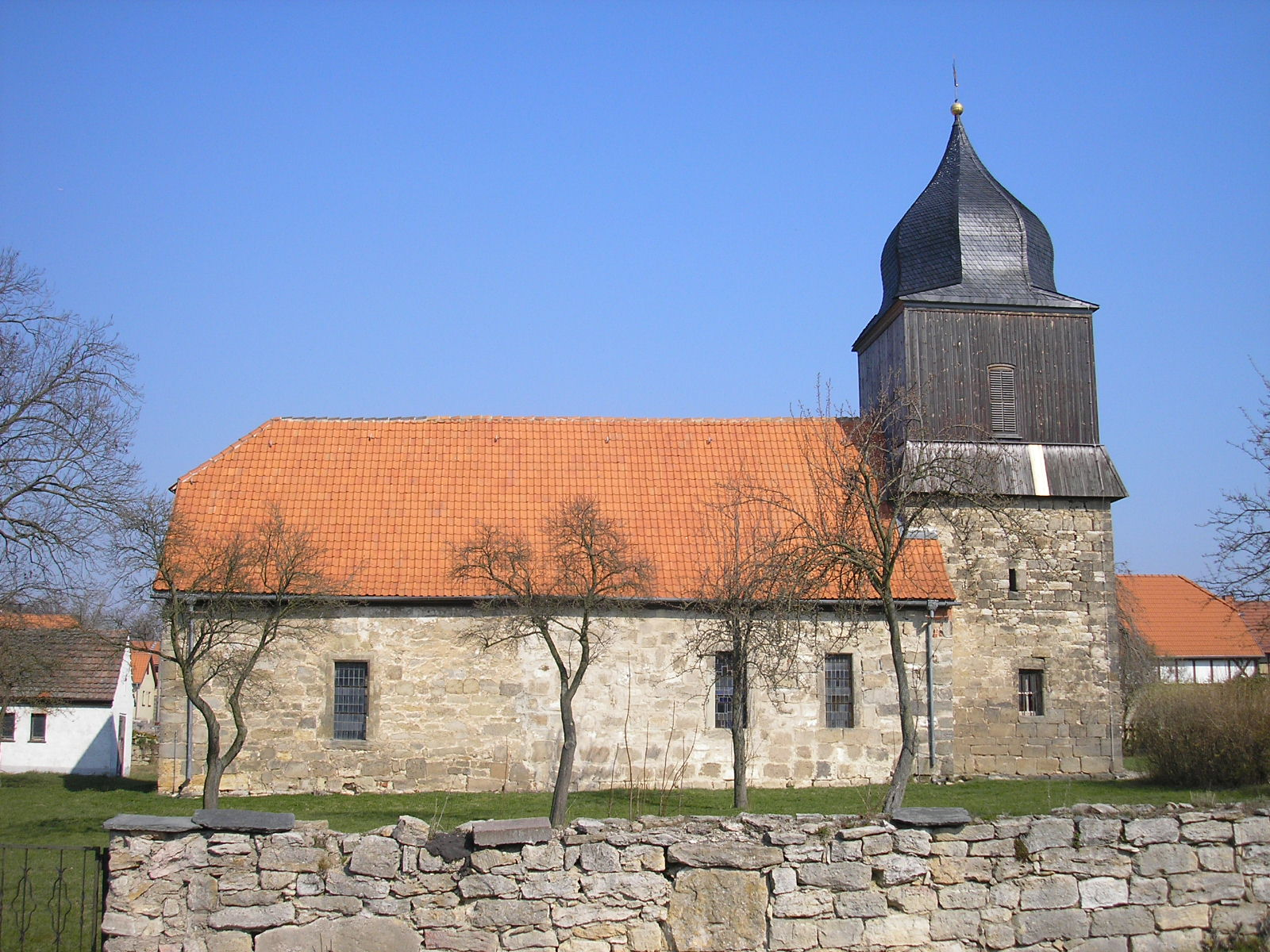
Die Kirche

Die Dorfkirche Nahwinden steht im Ortsteil Nahwinden der Stadt Stadtilm im Ilm-Kreis in Thüringen. Sie gehört zum Pfarramt Griesheim im Kirchenkreis Arnstadt-Ilmenau der Evangelischen Kirche in Mitteldeutschland.

## Lage
Die Kirche liegt am Südrand des Ortsteils und ist mit einer Mauer umgeben.

## Geschichte
Die Kirche soll im 12. Jahrhundert als Kapelle gebaut worden sein. 1143 gehörte das Dorf zum Peterskloster in Erfurt. Man vermutet, dass die Mönche zunächst eine Kapelle für den Fronhof errichteten, der mit seinen Grundstücken und Gebäuden noch heute direkt nordwestlich und westlich anschließt. Eigner war bis 1945 die Familie Meinhardt, die enteignet wurde.
In der Kirche wurden Baureste der Kapelle nachgewiesen, auch in einem Rundbogenportal und Trichtergewände (Sturz und Sohlbank). Bei mehreren Verkäufen des Ortes an andere Eigentümer blieb das Dorf kirchlich in Oberaufsicht des Domstiftes Erfurt. Die seelsorgerische Betreuung erfolgte über die Parochie Großliebringen. Es wird angenommen, dass im Sächsischen Bruderkrieg zwischen 1447 und 1450 beim Durchzug der Heere des Herzogs Wilhelm und des Kurfürsten Friedrich II. von Sachsen sowie der Grafen von Schwarzburg-Leutenberg die Kapelle sowie die Deubedörfer (Großliebringen, Kleinliebringen und Geilsdorf) in Mitleidenschaft gezogen worden sind.
Stets erfolgte ein Wiederaufbau mit Erweiterung der Kirche, der letzte 1722. 1985 bis 1989 entfernte man die Laterne. 1876 wurde die Mauer um den Friedhof mit Gotteshaus gebaut. Das Haus ist schiefergedeckt.
Nachdem schon viele Jahre keine Gottesdienste mehr stattgefunden haben, wurde die Kirche innen entkernt. Laut Kirchenkreis wird eine Projektnutzung gesucht.

## Der Kirchensaal
Der Kirchensaal besaß zwei Emporen, war mit Bildern ausgeschmückt und beherbergte eine Orgel.